# 密德蘭縣 (密歇根州)
密德蘭縣（英語：Midland County）是位於美国密西根下半島中部的一個郡，面積1,367平方公里。根據2020年美國人口普查，共有人口83,494人。縣治密德蘭。該縣成立於1831年3月2日，縣名來自其居中的位置。